# Bytnica (Lubusz)
Pour les articles homonymes, voir Bytnica.
Bytnica (prononciation : [ˈdaxuf]) est un village polonais de la gmina de Bytnica dans le powiat de Krosno Odrzańskie de la voïvodie de Lubusz dans l'ouest de la Pologne.
Le village est le siège administratif (chef-lieu) de la gmina appelée Bytnica (gmina)|gmina de Bytnica.
Il se situe à environ 14 kilomètres au nord de Krosno Odrzańskie (siège du powiat), 33 kilomètres au nord-ouest de Zielona Góra (siège de la diétine régionale) et 65 kilomètres au sud de Gorzów Wielkopolski (capitale de la voïvodie).

## Histoire
Avant 1945, ce village était sur le territoire du Royaume de Prusse dans l'arrondissement de Crossen-sur-l'Oder dans la province de Brandebourg sous le nom de Beutnitz.
De 1975 à 1998, le village appartenait administrativement à la voïvodie de Zielona Góra.

Depuis 1999, il appartient administrativement à la voïvodie de Lubusz